# بابوج
بابوج أو قواقع الشبشب أو الشمامات (الاسم العلميCrepidula)، جنس حيوانات بحرية من الرخويات معديات الأرجل وحيدات الأجهزة وفصيلة القّبوعيات. انواعها المعاصرة المعروفة عديدة منتشرة في معظم بحار البلاد الحارة والمعتدلة الحرارة. تعيش لاصقة بصخور المحادج والشواطئ. اصدافها اهليجية الشوزن، مستدقة المقدم، قريبة الشبه بالبابوج. اجسامها بيضية. رؤوسها مفلوقة ثنائية اللوامس المخروطية. عيونها تحتل قواعد اللوامس. خياشيمها ضمية، يمينية الارتكاز. ارجلها وحيدة مبططة. ارديتها رقيقة.